# Церква Покрови Пресвятої Богородиці (Біла)
Церква Покрови Пресвятої Богородиці в Білій — парафія і храм греко-католицької громади Великоглибочанського деканату Тернопільсько-Зборівської архієпархії Української греко-католицької церкви в селі Біла Тернопільського району Тернопільської области.

## Історія церкви
Через розбудову села та збільшення кількості вірян, які вже не вміщалися у старовинному храмі святого Миколая, у червні 1993 року була заснована нова греко-католицька громада. 29 червня 1993 року сільська рада виділила земельну ділянку під будівництво храму Покрови Пресвятої Богородиці.
Будівництво розпочалося після освячення хреста на місці майбутньої церкви 14 жовтня 1994 року парохом о. Василем Козієм. Через рік він освятив капличку, що дало початок постійному літургійно-молитовному життю парафії. На жаль, 7 липня 1996 року о. Василь Козій передчасно помер. Будівництво храму тривало сім років. 14 жовтня 2004 року єпископ Михаїл Сабрига освятив храм, престол та іконостас. У 2008—2012 роках була зведена двадцятиметрова дзвіниця, а в 2013 році — кам'яна огорожа.
Паралельно з будівництвом храму розвивалося духовне життя громади. На парафії було засновано гурток «Біблійне коло», молодіжну спільноту «13-й учень», спільноту «Матері в молитві», Марійську та Вівтарну дружини. Для навчання і зустрічей використовується Духовний молодіжний центр. Щороку проводиться підготовка до Урочистого причастя та катехизація для різних вікових груп.
У грудні 2012 року на парафії відбулася духовна місія, яку проводили отці Редемптористи. До ювілею 2000-ліття Різдва Христового на території парафії встановлено пам'ятну фігуру Божої Матері «Знамення», а в лісовому урочищі зведено каплицю для освячення води.

## Парохи
- о. Василь Козій (червень 1993—7 липня 1996),
- о. митрат Роман Гриджук (з серпня 1996).